# RMS Queen Elizabeth 2
RMS Queen Elizabeth 2 (također QE2) je bivši britanski prekooceanski brod. Izgrađen je 1967. u brodogradilištu John Brown and Company u Škotskoj za kompaniju Cunard Line, a povučen je iz prometa 2008., nakon 40 godine službe što ga čini jednim od najdugovječnijih putničkih brodova u povijesti pomorstva. Bio je glavni brod Cunard Linea 1969. – 2004., korišten za transatlantske prelaske i krstarenja. Nakon povlačenja iz aktivne službe bit će preuređen u ploveći hotel u Dubaju.

## Povijest

### Koncept i izgradnja
Sredinom 1960-ih zračni putnički promet preoteo je brodarskim kompanijama većinu interkontinentalnog putničkog prometa. Veliki transatlantici kao Queen Mary i Queen Elizabeth postaju sve teže isplativima i neovisno o tome, zastarjelima. Unatoč tome Cunard Line nije se želio odreći tradicije velikih oceanskih brodova. S prijeratnim "krajicama" neminovno na zalasku karijere, odlučuje se na gradnju novog, 80 milijuna dolara vrijednog broda, koji je morao uz iste brzine i dimenzije stvarati znatno manju potrošnju goriva, opće troškove održavanja, i zadovoljiti mogućnost konverzije u brod za krstarenje. Kobilica je u škotskom brodogradilištu John Brown and Company, u Clydebanku položena 5. rujna 1965., porinut je 20. rujna 1967., a pokusne vožnje započele su 19. studenoga 1968. 22. travnja 1969. isplovljava na neslužbeno prvo putovanje za Las Palmas de Gran Canaria.

### Aktivna služba
Na službeno prvo putovanje Southampton - New York, isplovio je 2. svibnja 1969. 1971. sudjelovao je u spašavanju 500 putnika iz gorućeg francuskog broda Antilles. 17. svibnja 1972. dojava o postavljenoj bombi, koja se pokazala lažnom, inspirirala je 1974. snimanje filma Juggernaut, redatelja Richarda Lestera. Iduće godine sudjelovao je u Izraelu na proslavi 25 godina osnivanja te zemlje. 
Po izbijanju falklandskog rata 1982., QE2 je modificiran za prevoz trupa. Između ostaloga ugrađeni su helidromi i sistem za nadolijevanje goriva u vožnji. Do Južne Georgije, s 3000 vojnika, plovio je bez radara i modernih navigacijskih pomagala da izbjegne otkrivanje. 7. kolovoza 1992. teško je oštećen nasukavanjem kod otoka Cuttyhunk, blizu Martha's Vineyard, država Massachusetts, SAD. 1994. za vrijeme dokovanja u Hamburgu, prolazi potpunu obnovu interijera. U Southamptonu 1999. obilježava 30 godina službe. U tri desetljeća obavio je 1159 putovanja, preplovio 4 648 050 nautičkih milja (8 605 209 km) i prevezao preko 2 milijuna putnika. 1990. i 1999. prolazi veće obnove interijera i eksterijera. Uvođenjem u promet novog broda Cunard Linea, Queen Mary 2, s tradicionalne transatlantske rute preusmjeren je u krstarenja, ali nastavlja i s godišnjim putovanjima oko svijeta. 5. studenoga 2004. postao je najdugovječniji brod u povijesti kompanije Cunard, prestigavši 35 godina službe transatlantika RMS Aquitania.
U Sydneyu, 20. veljače 2007., susreće se s Queen Mary 2, događaj koji je izazvao veliko zanimanje u tom gradu. Nakon oproštajne plovidbe oko britanskih otoka, 11. studenoga 2008., uz veliki vatromet i pratnju mnoštva manjih plovila, ispraćen tisućama ljudi na obali posljednji put isplovljava iz Southamptona. Ukupno je u karijeri preplovio 6 milijuna milja, prevezao 2,5 milijuna putnika i 806 puta preplovio Atlantik.

### Nakon povlačenja iz službe
Iako su se gradovi Southampton i Clydebank ponudili primiti brod nakon povlačenja iz prometa, Queen Elizabeth 2 prodan je za 100 milijuna dolara investicijskoj kompaniji Istithmar iz Dubaja, koja će bivši britanski transatlantik preurediti u plutajući hotel i turističku atrakciju u Dubaju.

## Dizajn

### Eksterijeri
Za razliku od Queen Mary i Queen Elizabeth, čiji se izgled čak i u vrijeme njihove izgradnje smatrao staromodnim, posebno u odnosu na francuske transatlantike Normandie iz 1935. i France iz 1962., Cunard je za novi brod tražio od projektanata moderan dizajn, u skladu s estetikom 1960-ih, kao i najnovija dostignuća u pogledu hidrodinamike. Jedan od inovativnih dijelova broda bio je dimnjak čija je konstrukcija strujanje zraka preusmjeravala na svoje bokove što je ispusne plinove udaljavalo od paluba. Kontroverznom se smatrala bijelo-crna boja dimnjaka, u sukobu sa stoljetnom tradicijom Cunardovih crvenih dimnjaka. 1983. dimnjak je ipak obojen u crveno, a nakon promjene strojeva 1986. – 1987. zamijenjen je novim radi većeg broja ispusnih cijevi.

### Interijeri
Konfiguraciju interijera karakterizirao je vodoravni raspored raznih klasa, umjesto okomitog na starijim brodovima, te pozicija prve klase ispod turističke. Originalni dizajn interijera bio je inspiriran tehničkim dostignućima i popularnom kulturom kraja 1960-ih: Prvim letom Concordea, misijama Apolla na mjesec, filmom 2001: Odiseja u svemiru, te su uglavnom korišteni moderni materijali kao plastika, aluminij, pleksiglas, modularni namještaj, a prostori su dekorirani apstraktnom umjetnošću. Također su korišteni tradicionalni materijali kao drvo, posebno u hodnicima i luksuznim apartmanima. Tijekom 40 godišnje službe izvedeno je više renoviranja interijera. Više umjetničkih djela i predmeta iz bogate Cunardove povijesti krasilo je interijere.

## Tehničke karakteristike
Pri izgradnji nadgrađa obilno je korišten aluminij, radi uštede na težini i potrošnji goriva, ali to je stvorilo probleme u spajanju aluminijskih i čeličnih dijelova broda, problem riješen posebnom vezivnom smjesom. Nisko talište aluminija bilo je izvor zabrinutosti za vrijeme falklandskog rata, u aspektu mogućeg argentinskog raketnog napada. 
Prilikom izgradnje brod je bio opremljen s tri Foster Wheeler E.S.D II parna kotla, koji su pokretali dvije turbine Brown-Pametrada ukupne snage 110 000 Ks, i dva šesterokraka propelera nepromjenjivog nagiba. 
Potrošnja od 600 tona goriva dnevno i generatori pare bili su izvor problema od samih početaka. S napretkom tehnologije održavanje pogonskih strojeva pokazalo se sve težim, te je nakon 17 godina plovidbe Cunard Line odlučio potpuno promijeniti pogon. Za vrijeme remonta 1986. – 1987. stari turbinski pogon je uklonjen iz strojarnice i na njegovo mjesto instalirani su novi diesel-električni strojevi. Novi pogon sastojao se od devet MAN L58/64 9-cilindrična, 120 tona teška diesel motora koji pokreću devet G.E.C. generatora električne energije, svaki snage 10,5 MW., ukupno 94,5 MW, količina dovoljna za svu brodsku potrošnju i dva glavna pogonska elektromotora, svaki težak 400 tona. Standardna brzina od 28,5 čvorova mogla se održavati i uz samo 7 diesel-električnih garnitura, a ukupna snaga novog pogonskog stroja bila je 130 000 Ks. uz 35% manju potrošnju goriva. Istom prilikom propeleri su zamijenjeni novim, s promjenivim nagibom listova.

## Galerija
- Trondheim 2006.
- Québec City 2006.
- Southampton 2000.
- Southampton 1976.

## Vanjske poveznice
- Sajt QE2 Org
- www.greatoceanliners.net
- Neslužbena stranica   Arhivirana inačica izvorne stranice od 30. siječnja 2009. (Wayback Machine)
- Tehnički podaci i fotografije o promjeni pogona 1986. - 1987.
- ocean-liners.com/
- roblightbody.com/liners/qe-2/   Arhivirana inačica izvorne stranice od 11. siječnja 2012. (Wayback Machine)